# Сіддхартха (роман)
Сіддха́ртха (нім. Siddhartha) — роман письменника Германа Гессе, вперше виданий 1922 року.

## Сюжет
Дія книги відбувається у стародавній Індії. Роман описує життя брахмана Сіддхартхи з дитинства до смерті, його пошук себе і духовне зростання. Головний герой послідовно проходить етапи навчання у батьківському домі, мандрів з аскетами-саманами, спілкування з Буддою, знайомства з гетерою Камалою і багатого життя серед звичайних людей, зречення мирських благ і доживання віку біля річки, де він працює перевізником і нарешті знаходить гармонію у житті.

## Дійові особи
- Сіддхартха — головний герой, брахман
- Говінда — послідовник Будди
- Батько Сіддхартхи
- Самани — мандрівні прихильники жорсткого аскетизму, які навчають Сіддхартху тому, що обмеження власних бажань веде до просвітлення
- Гаутама[1] — Будда, вчення якого головний герой відкидає
- Камала — куртизанка, яка навчає Сіддхартху мистецтву чуттєвих насолод, мати його сина
- Камасвамі — купець, який навчає головного героя заробляти гроші
- Васудева — поромник, духовний наставник Сіддхартхи
- Молодий Сіддхартха — син Сіддхартхи і Камали, який живе деякий час з батьком

## Екранізації
1972 року роман було екранізовано під назвою «Сіддхартха». Режисером стрічки став маловідомий американський режисер Конрад Рукс. Зйомки проходили в Індії. Головну роль зіграв Шаші Капур. Хоча фільм отримав схвальні відгуки критиків, він не мав комерційного успіху.

## Вплив на культуру
Роман мав великий вплив на популярну культуру західного світу, особливо після того як був перекладений англійською мовою 1951 року.
- американський актор Рівер Фенікс був названий на честь річки життя з роману «Сіддхартха»
- співак Ендрю Макмехон[en] має татуювання «the river is everywhere», яке посилається на образ Річки з роману
- словенський рок-гурт Siddharta взяв свою назву на честь книги

Під враженням від книги написані:
- пісня «Close to The Edge» гурту Yes з однойменного альбому 1972 року
- пісня Ніка Дрейка «River Man» (1969)
- пісня «Siddhartha» Джеррі Кантрелла (2002)
- пісня «Sunday Suit» гурту Hot Water Music[en]
- пісня «The Ferryman» Піта Таунсенда (1976)
- пісня «Swim» гурту Sons of Champlin (1973)
- пісня «Siddhartha» гурту Ten Mile Tide
- пісня «The Ferryman» співака Ральфа Мактелла (1971)
- пісня «The River» гурту Atmosphere (2000)
- п'єса для оркестру канадського композитора Клода Вів'є (1976)
- пісня «All This Time» Стінга
- пісня «Don't Fight The Flow» шведського співака Й. К. Шульца[en] (2012)
- пісня «The Samanas» співака Дойла Бремгелла II[en]
- пісня «Siddhartha» гурту King Kai